# Strada europea E673
La strada europea E673 è una strada europea che collega Lugoj ad Ilia. Come si evince dalla numerazione, si tratta di una strada di classe B posta nell'area delimitata a nord dalla E60, a sud dalla E70, ad ovest dalla E75 e ad est dalla E85.

## Percorso
La E673 è definita con i seguenti capisaldi di itinerario: "Lugoj - Ilia".